# Globoka država
Globoka država je izraz, ki se uporablja za (resnične ali namišljene) možne, nepooblaščene in pogosto tajne mreže moči znotraj vlade, ki neodvisno od političnega vodstva zasledujejo lastne teme in cilje.
Izraz sicer izvira iz turščine (derin devlet), dobiva pa v drugih nacionalnih kontekstih različne interpretacije in pomene. V nekaterih primerih izraz »globoka država« označuje že odkrite zarote, v drugih pa spet opisuje zaskrbljenost glede trajnega vpliva vojaških, obveščevalnih in birokratskih institucij na demokratično vodenje države. V mnogih primerih dojemanje globoke države oblikujejo zgodovinski dogodki, politični boji in ravnovesje moči znotraj vladnih institucij.
Uporaba izraza se je razširila iz politologije v popularno kulturo, novinarstvo in teorije zarote, kar odraža širok spekter prepričanj o skritih zakulisnih mrežah moči. Zlasti po predsedniških volitvah v Združenih državah Amerike leta 2016 se je izraz »globoka država« vse bolj uporabljal kot slabšalen izraz z izjemno negativno konotacijo, v obliki teorije zarote v ZDA, ki jo promovirata tako administracija Donalda Trumpa kot tudi konservativno usmerjeni mediji.